# Frank Riede

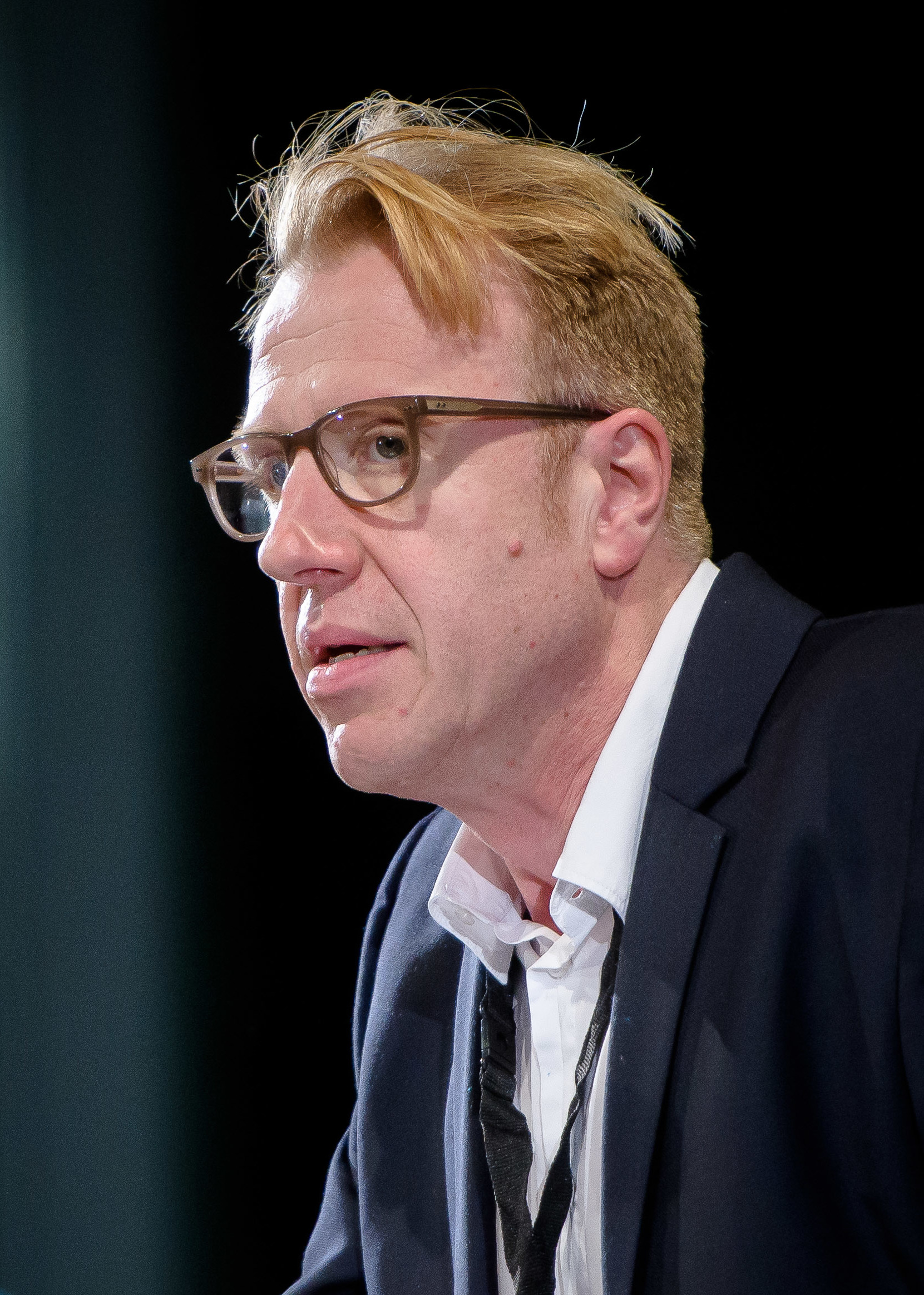
Frank Riede während einer Lesung. Deutsch-israelische Literaturtage 2016

Frank Riede (* 13. Juli 1967 in Cloppenburg) ist ein deutscher Theater-, Film und Fernseh-Schauspieler und Theater-Regisseur.

## Leben
Nach dem Abitur studierte Riede Theaterwissenschaften, Germanistik und Philosophie an der Frankfurter Johann Wolfgang Goethe-Universität, vor allem bei Hans-Thies Lehmann, bevor er nach drei Semestern 1989 nach bestandener Aufnahmeprüfung an die Hochschule für Musik und Darstellende Kunst Frankfurt am Main, Abteilung Schauspiel, wechselte, um dort seine Schauspielausbildung zu absolvieren.
Während seiner Ausbildung gründete Riede 1989 mit seinem Theaterwissenschafts-Studienkollegen Stefan Pucher als Herausgeber und Redakteur das erste deutsche Theater-Fanzine „fake – bühne & bildschirm“, das sie bis 1993 vierteljährlich im Eigenverlag herausgaben. Daneben schrieb Riede für die Frankfurter Rundschau.
Nach der Schauspielschule führte Riede sein erstes Engagement an das Kölner Schauspielhaus unter der Intendanz von Günter Krämer. Von 1993 bis 1996 war er dort Ensemblemitglied.
Es folgten Engagements am Theater Krefeld (1996 - 97), Schauspiel Leipzig (1999–2001), Theater Freiburg (2002–2004), Gastengagements u. a. TAT Frankfurt, Staatstheater Stuttgart, Schauspiel Frankfurt, Sophiensaele Berlin, Schaubühne Berlin, Gorki Theater Berlin.
Seit 2005 arbeitet Riede wieder freischaffend als Schauspieler, so 2006 unter der Regie von Uwe Hergenröder am Theater Osnabrück als Ross in Edward Albees „Die Ziege“ sowie am Berliner Maxim Gorki Theater im „Hiob“. 2007/08 Hauptrolle in Carl Sternheims „Bürger Schippel“ am Theater Heilbronn in der Inszenierung von Katja Wolff. 2018 Übernahme des Conti in Lessings „Emilia Galotti“ am Theater an der Parkaue, Inszenierung Kay Wuschek.
Als Dozent für Schauspiel hat Riede von 2009 bis 2019 an der Charlottenburger Schauspielschule von Valentin Platareanu gearbeitet und einige Abschlussjahrgänge mit ihren Abschlussinszenierungen zum Diplom gebracht. Für die Niedersächsische Staatsoper Hannover hat Riede 2019 als Dialogue-Coach für Sänger gearbeitet.
Daneben Aufnahmen als Sprecher für Hörbücher, Hörspiele, Off-Sprecher, eLearnings und Lesungen u. a. für das Jüdische Museum Berlin und die Heinrich-Böll-Stiftung Berlin.
Fast täglich ist Riede seit Januar 2020 als Sprecher beim Geschichts-Podcast „Auf den Tag genau - Zeitungsmeldungen von vor 100 Jahren“ zu hören.

## Werk

### Regie
- 2003: Enda Walsh „Misterman“, Theater Freiburg
- 2004:
  - Schauspielerregie bei der ZDF-DailySoap-Produktion „Einsatz Täglich“ (Produktion: U5 – game & show, Regie: Marcus Ulbricht, Susanne Abel).
  - Oscar van den Boogaard „Lucia schmilzt“, Theaterdiscounter Berlin
  - Don DeLillo/Johann Sebastian Bach „O Ewigkeit, du Donnerwort!“, Maxim Gorki Theater Berlin
  - „Männer Frauen Paare“, Theater Freiburg
- 2005: Noël Coward „Hochzeitsreise – Private Lives“, Landestheater Burghofbühne Dinslaken
- 2006: Irmgard Keun „Das Kunstseidene Mädchen“, Theater Freiburg
- 2009:
  - Thomas Mann „Bekenntnisse des Hochstaplers Felix Krull“, LTT Dinslaken
  - Christa Winsloe „Mädchen in Uniform“, Abschlussinszenierung d. Absolventinnen d. Charlottenburger Schauspielschule, Berlin
- 2011: Lothar Trolle „Hermes in der Stadt“, Studio-Theater der Schauspielschule Charlottenburg, Berlin
- 2013: Botho Strauss „Sieben Türen“, Abschlussinszenierung Schauspielschule Charlottenburg, Berlin
- 2014: Philipp Löhle „Fluchtfahrer“, Abschlussinszenierung Schauspielschule Charlottenburg, Berlin

### Theaterrollen(Auswahl)
- Arthur Schnitzler: Das Weite Land, Rolle: Erster Tourist, Insz. Jürgen Gosch – Schauspiel Frankfurt/M. (1992)
- William Shakespeare: Romeo und Julia, Rolle: Mercutio, Insz. Gerd Böckmann – Staatstheater Stuttgart
- Albert Camus: Caligula, Rolle: Lepidus, Insz. Werner Schroeter – Kölner Schauspielhaus (1993)
- William Shakespeare: König Lear, Rolle: Edgar, Insz. G. Krämer – Kölner Schauspielhaus (1994)
- Edmond Rostand: Cyrano de Bergerac, Rolle: Cyrano, Insz. Peter Hathazy – Theater Krefeld (1997)
- Botho Strauß: Jeffers-Akt I & II (UA), Rolle: Red O’Neill, Insz. Edith Clever – Schaubühne am Lehniner Platz, Berlin (1998)
- Vandenbroucke/Arfeuille u. a.: Pussy Talk (DE), Rolle: G, Insz. Matthias von Hartz – Schauspiel Leipzig (1999)
- Maxim Gorki: Sommergäste, Rolle: Rjumin, Insz. Karin Henkel – Schauspiel Leipzig 2000
- Margaret Mitchell: Wie Vom Winde verweht, Rolle: Rhett Butler, Insz. Daniela Kranz & Jenke Nordalm – Sophiensaele Berlin (2002)
- Moritz Rinke: Kriemhilds Traum, Rolle: Rüdiger von Bechelaren, Insz. Sebastian Baumgarten – Theater Freiburg (2002)
- Heiner Müller: Anatomie Titus Fall of Rome, Rollen: Bassian, Amme, Clown, Gote, Insz.: Martin Klöpfer – Theater Freiburg (2003)
- Carl Sternheim: Bürger Schippel, Rolle: Tilmann Hicketier, Insz.: Katja Wolff – Theater Heilbronn (2007/2008)
- Gotthold Ephraim Lessing: Emilia Galotti, Rolle: Conti, Insz.: Kay Wuschek - Theater an der Parkaue (2018)

### TV- & Film-Rollen(Auswahl)
- Peter Eschbachs Herz (Fernsehspiel), Hauptrolle: Robert, Buch & Regie: Klaus Weise, ZDF (1991)
- Tatort: Manila, Rolle: Kunde, Regie & Buch: Nikolaus Stein von Kamienski, WDR (1997)
- Himmel und Erde, Folge 12, Episodenrolle: Volker, Regie: Dominik Wessely, ARD (1999)
- Ich beiss zurück (Fernsehfilm), Rolle: Markus Wagner, Regie: Claudia Garde, ZDF (2000)
- Ritas Welt (Serie), Gastrolle in der Folge Der Absturz, RTL (2002)
- Tornado, Rolle: Reporter, Regie: Andreas Linke, ProSieben/teamWorx(2005)
- Til' Death (US-Kinofilm mit Jean-Claude Van Damme), Rolle: Dealer, Regie: Simon Fellow, Moshe Diamant Prod. L.A. (2006)
- Rindvieh à la Carte (Fernsehfilm), Rolle: Hannes, Regie: Marcus Ulbricht, ARD (2013)
- KORNER - Don't Judge Me: „Capital Bra, Bushido & Gzuz: Hollywoodreif oder talentfrei?“, Prod. 16Bars.de für FUNK/ARD/ZDF (2018)
- Jenseits der Spree - Folge 1, Polizist Klaus, TV-Serie, SRF, ZDF, R: Marcus Ulbricht (2021)[2]